# Salomon Fuld
Salomon Fuld (geboren am 18. Dezember 1825 in Frankfurt am Main; gestorben am 31. Oktober 1911 ebenda) war ein Frankfurter Rechtsanwalt und Politiker jüdischer Herkunft.

## Leben
Salomon Fuld war der Sohn des Talmud-Gelehrten Aaron ben Moses Fuld (1790–1847). Nach dem Besuch des Frankfurter Gymnasiums unter dem Rektor Johann Theodor Vömel begann er im Sommersemester 1844 das Jurastudium an der Universität Bonn. Seit 1848 war er ein Frankfurter Rechtsanwalt und später Geheimer Justizrat. Von 1858 bis 1866 war er einer von fünf jüdischen Mitgliedern des Gesetzgebenden Körpers der Freien Stadt Frankfurt am Main. Nach der preußischen Annexion Frankfurts vom 3. Oktober 1866 lehnte er die Wahl in die preußische Stadtverordnetenversammlung ab. Er gehörte den Vertretungskörperschaften der jüdischen Gemeinde seiner Heimatstadt an. Nach 1878 war er beteiligt bei Aufbau der Neuen konservativen Gemeindesynagoge am Börneplatz.
Da sein Sohn wegen einer Bluterkrankheit nicht beschnitten werden sollte, wurde er in seiner Gemeinde angegriffen. Eine Tochter von ihm war Hedwig Reiling, die Mutter der Schriftstellerin Anna Seghers.
Mit Max Reinganum und Conrad Malß begründete er die „Juristische Gesellschaft“ der Frankfurter Anwälte. Parteipolitisch stand der der Partei Leopold Sonnemanns nahe. Fuld gehörte auch der Frankfurter Freimaurerloge „Zum Frankfurter Adler“ an. Fuld gehörte der Senckenbergischen Naturforschenden Gesellschaft in Frankfurt am Main an. Nach dem Tode seiner Eltern stiftete er 1867 die 694-bändige hebräische Bibliothek seines Vaters der Frankfurter Stadt- und Universitätsbibliothek.
Salomon Fuld starb am 31. Oktober 1911 und wurde am 3. November 1911 auf dem Alten jüdischen Friedhof Rat-Beil-Straße begraben.
Im Kalliope-Verbund werden Briefe von Fuld an Karl Schwarzschild und Carl Joseph Anton Mittermaier nachgewiesen. Auch im Nachlass von Paul Heyse findet sich ein Brief von Fuld.

### Fuld als Anwalt in der Erbsache Esther Kosel
Am 16. Juli 1865 verstarb in Frankfurt am Main Esther Kosel in der Rechneistraße 4. Ihre Schwester Babette Blum, die mit ihr dort wohnte, schaltete den Rechtsanwalt Salomon Fuld ein, den Nachlass zu regeln, da Esther und ihr verstorbener Ehemann Gabriel Kosel keine Kinder hinterließen und es kein rechtsgültiges Testament gab.
Fuld bzw. Babette Blum baten deshalb alle Erbberechtigten eine vorgedruckte „General- und Special Vollmacht“ zu unterschreiben, die Fuld ermächtigte, für alle Geschwister von Esther Kosel eine solche Vollmacht zu unterschreiben, damit Fuld vor Gericht alles regeln konnte. Wegen des fehlenden Testaments waren die Geschwister von Esther Kosel bzw. deren Kinder erbberechtigt. Babette Blum war die jüngere Schwester von Esther Kosel, geb. Marx. Auch die Brüder von Esther Kosel Samuel Marx, Heinrich Marx, Cerf Marx und Jacobus Marx waren erbberechtigt. Da die Brüder von Esther alle verstorben waren, traten deren Kinder in die Erbfolge ein. Deshalb wurde auch Karl Marx einer der Erbberechtigten.
Im Frankfurter Institut für Stadtgeschichte wird die Nachlassakte des Stadt-Gerichts II aufbewahrt. In dieser Akte befinden sich auch Schriftstücke von Marx wie von allen anderen Erbberechtigten. Marx schickte seine beglaubigte Vollmacht am 9. November 1865 an Fuld.
Esther Kosel wurde wie Fuld auf dem Friedhof Rat-Beil-Straße beigesetzt.

## Werke
- Die Gleichberechtigung der Landbewohner, Israeliten und vormaligen Beisassen in der freien Stadt Frankfurt am Main – aus dem bestehenden Rechte nachgewiesen. Auffarth, Frankfurt am Main 1852.